# Рецептор тиреотропного гормона
Рецептор тиреотропного гормона (рТТГ) относится к суперсемейству мембранных GPCR, сопряжённых с Gs-белком (белком, активирующим аденилатциклазу). Располагается на эпителиальных клетках щитовидной железы. Активируя аденилатциклазу, он увеличивает потребление йода клетками железы. Последующее увеличение уровня сАМР обусловливает действие ТТГ на биосинтез трийодтиронина (Т3) и тироксина (Т4) (синтез длится около минуты), которые являются важнейшими гормонами, регулирующими рост и развитие.

## Строение
Эти рецепторы содержат семь аминокислотных последовательностей из 20 — 25 гидрофобных остатков, образующих б-спираль[уточнить], три варианта экстрацеллюлярных (находящихся во внеклеточном пространстве) и интрацеллюлярных (находящихся во внутриклеточном пространстве) петель, соединяющихся в трасмембранном регионе, а также N-терминальный экстрацеллюлярный конец и C-терминальный интрацеллюлярный конец. Экстрацеллюлярный участок рецептора включает фрагмент, связывающийся с тиреотропным гормоном, а трансмембранная часть обеспечивает передачу сигнала внутрь клетки.

## Физиология
На поверхности тироцита экспрессируется небольшое число молекул рТТГ (100 — 10000 молекул на клетку), обладающих высокой афинностью к Gs- и Gq-типам G-белка, которые активируют соответственно аденилатциклазный и фосфолипазный каскады. Каскад аденилатциклаза-цАМФ реализует эффекты тиреотропного гормона на захват йода, синтез ТПО (тиреоидной пероксидазы) и ТГ (тиреоглобулина), а также секрецию гормонов. Каскад фосфолипазы С стимулирует продукцию перекиси водорода, а также йодирование и синтез тиреоидных гормонов.

## Патология
Рецептор ТТГ может связываться не только с тиреотропным гормоном, но и с аутоантителами, стимулирующими этот рецептор. Такое связывание происходит при Диффузном токсическом зобе (болезни Грейвса). Источником этих антител являются B-лимфоциты, сенсибилизированные к тироцитам. Аутоантитела связываются с рецептором ТТГ и действуют на тироциты подобно тому, как это наблюдается при действии ТТГ. При этом продолжительность вызываемых действием антител эффектов значительно больше, чем при действии ТТГ.
Рецептор ТТГ способен связываться с аутоантителами, которые могут блокировать его взаимодействие с ТТГ. Это может приводить к развитию атрофического тиреоидита, гипотиреоидизма и микседемы.

### Мутации
Известны случаи мутаций, сопровождавшихся аутоактивацией рецепторов и проявлявшихся клиническими формами гипертиреоидизма, при нарушении структуры и свойств внутриклеточной части рецептора. Описаны также мутации, приводившие к нарушению структуры внеклеточной части рецептора и понижению его чувствительности к ТТГ, что повышало уровень ТТГ в сыворотке крови при неизмененной функции щитовидной железы.